# Calhoun (Kentucky)
Calhoun város az USA Kentucky államában. Lakosainak száma 725 fő (2020. április 1.).

## Népesség
A település népességének változása:

| 2010 | 763 |
| 2020 | 725 |